# Vassil Spassov
Pour l’article homonyme, voir Ljuben Spassov.
Vassil Spassov (en bulgare Васил Спасов, né le 17 février 1971 à Varna) est un grand maître bulgare du jeu d'échecs. Spassov a remporté le Championnat du monde d'échecs junior en 1989 et le championnat national bulgare à cinq reprises, en 1990, 1997, 2000, 2003 et 2008.
En avril 2009, son classement Elo est de 2598.